# Lostock Gralam
Lostock Gralam est une paroisse civile et un village du Cheshire, en Angleterre.